# MTV Video Music Award – nowy artysta
Poniższa lista przedstawia kolejnych zwycięzców nagrody MTV Video Music Awards w kategorii Best New Artist. Do 2006 nosiła ona nazwę Best New Artist in a Video, a od 2013 do 2015 – Artist to Watch. Nagroda jest najczęściej przyznawana za wkład pracy artysty debiutującego w branży muzycznej.

## Nagrody

### Teledyski (1984–2015)
| Rok  | Wykonawca                  | Piosenka                        |
| ---- | -------------------------- | ------------------------------- |
| 1984 | Eurythmics                 | Sweet Dreams (Are Made of This) |
| 1985 | ’Til Tuesday               | Voices Carry                    |
| 1986 | a-ha                       | Take on Me                      |
| 1987 | Crowded House              | Don't Dream It’s Over           |
| 1988 | Guns N’ Roses              | Welcome to the Jungle           |
| 1989 | Living Colour              | Cult of Personality             |
| 1990 | Michael Penn               | No Myth                         |
| 1991 | Jesus Jones                | Right Here, Right Now           |
| 1992 | Nirvana                    | Smells Like Teen Spirit         |
| 1993 | Stone Temple Pilots        | Plush                           |
| 1994 | Counting Crows             | Mr. Jones                       |
| 1995 | Hootie & the Blowfish      | Hold My Hand                    |
| 1996 | Alanis Morissette          | Ironic                          |
| 1997 | Fiona Apple                | Sleep To Dream                  |
| 1998 | Natalie Imbruglia          | Torn                            |
| 1999 | Eminem                     | My Name Is                      |
| 2000 | Macy Gray                  | I Try                           |
| 2001 | Alicia Keys                | Fallin'                         |
| 2002 | Avril Lavigne              | Complicated                     |
| 2003 | 50 Cent                    | In da Club                      |
| 2004 | Maroon 5                   | This Love                       |
| 2005 | The Killers                | Mr. Brightside                  |
| 2006 | Avenged Sevenfold          | Bat Country                     |
| 2007 | Gym Class Heroes           | Cupid’s Chokehold               |
| 2008 | Tokio Hotel                | Ready, set, go!                 |
| 2009 | Lady Gaga                  | Poker Face                      |
| 2010 | Justin Bieber ft. Ludacris | Baby                            |
| 2011 | Tyler, the Creator         | Yonkers                         |
| 2012 | One Direction              | What Makes You Beautiful        |
| 2013 | Austin Mahone              | What About Love                 |
| 2014 | Fifth Harmony              | Miss Movin' On                  |
| 2015 | Fetty Wap                  | Trap Queen                      |

### Artyści (2016-obecnie)
| Rok  | Artysta        | Reszta nominowanych                                                 |
| ---- | -------------- | ------------------------------------------------------------------- |
| 2016 | DNCE           | - Desiigner - Zara Larsson - Lukas Graham - Bryson Tiller           |
| 2017 | Khalid         | - Noah Cyrus - Kodak Black - Julia Michaels - SZA - Young M.A       |
| 2018 | Cardi B        | - Bazzi - Chloe x Halle - Hayley Kiyoko - Lil Pump - Lil Uzi Vert   |
| 2019 | Billie Eilish  | - Ava Max - H.E.R. - Lil Nas X - Lizzo - ROSALÍA                    |
| 2020 | Doja Cat       | - Jack Harlow - Lewis Capaldi - Roddy Ricch - Tate McRae - Yungblud |
| 2021 | Olivia Rodrigo | - 24kGoldn - Giveon - The Kid Laroi - Polo G - Saweetie             |
| 2022 | Dove Cameron   | - Baby Keem - Gayle - Latto - Måneskin - Seventeen                  |